# Bel Aire
Bel Aire – miasto w Stanach Zjednoczonych, w stanie Kansas, w hrabstwie Sedgwick.